# Vallende ster (lied)
Vallende ster is een lied van de Nederlandse rapper Kraantje Pappie. Het werd in 2019 als single uitgebracht.

## Achtergrond
Vallende ster is geschreven door Martijn van Sonderen, Nik Roos, Alex van der Zouwen en Léon Paul Palmen en geproduceerd door Palm Trees en Nightwatch. Het is een lied uit het genre nederhop. In het lied beschrijft de rapper een ideaal moment met een vrouw op Curaçao en hij wenst nadat hij een vallende ster ziet dat zij hem een dag later nog herinnert. Het lied kan worden gezien als een ode aan vakantieliefdes. Het was na meerdere succesvolle samenwerkingen, zoals Drup en Moment, de eerste solosingle van de rapper dat een hit werd in 2019.

## Hitnoteringen
De rapper had succes met het lied in de Nederlandse hitlijsten. Er was geen notering in de Single Top 100, maar wel in de Top 40. Het kwam hier tot de 38e plaats en stond twee weken genotereerd.